# B. P. Singh
Brijendparal Singh (sinh ngày 27 tháng 4 năm 1949 tại Dehradun, Ấn Độ), còn được biết đến với nghệ danh B. P. Singh, là một nam đạo diễn, diễn viên, biên kịch và nhà sản xuất người Ấn Độ. Ông nổi tiếng là người làm nên thành công cho loạt phim truyền hình phát sóng lâu nhất tại Ấn Độ Đội đặc nhiệm CID. Trong bộ phim này, ông cũng vào vai Tổng Thanh tra Samsher Singh Chitrole.
Ông cũng từng là đạo diễn của loạt phim truyền hình Aahat (1995–2005). Ông cũng từng giữ chức vụ Chủ tịch của Viện Điện ảnh và Truyền hình Ấn Độ từ tháng 12 năm 2018 đến tháng 9 năm 2020.

## Tiểu sử và sự nghiệp
B. P. Singh sinh ngày 27 tháng 4 năm 1949 tại Dehradun, Ấn Độ. Ông tùng tốt nghiệp Viện Điện ảnh và Truyền hình Ấn Độ, Pune. Ông bắt đầu sự nghiệp của mình khi ông làm việc cho kênh truyền hình Nhà nước Doordashan vào năm 1973 với tư cách là một nhà quay phim và tiếp tục cầm máy thêm 10 năm nữa (1983) trước khi chuyển đến Mumbai sinh sống và làm việc. Ông đã làm nên thành công cho bộ phim kinh dị trên kênh Doordashan, Sirf Char Din. Trong quá trình chuẩn bị bộ phim, ông đến thăm Sở Cảnh sát và kết bạn với Thanh tra Jayant Wadge, từ đó, ông bắt đầu đam mê với công việc của một thám tử. Ông cũng đã làm nên thành công của một số bộ phim Bollywood, tiêu biểu là Đội đặc nhiệm CID, Aahat...

## Danh sách tác phẩm

### Phim điện ảnh
| Năm  | Tác phẩm      | Vai trò/Vai diễn      |
| ---- | ------------- | --------------------- |
| 2012 | Agent Vinod   | RAW Chief Hasan Nawaz |
| N/A  | Sirf Char Din | Đạo diễn              |

### Web drama
| Năm       | Tác phẩm | Vai trò/Vai diễn |
| --------- | -------- | ---------------- |
| 2019-2022 | Abhay    | Nhà sản xuất     |

### Phim truyền hình
| Năm       | Tác phẩm                | Vai trò/Vai diễn                                               |
| --------- | ----------------------- | -------------------------------------------------------------- |
| 1988      | Ek Shunya Shunya        | Nhà sản xuất                                                   |
| 1998-2018 | Đội đặc nhiệm CID       | Tổng thanh traShamsher Singh Chitrole/Đạo diễn/Nhà sản xuất    |
| 1995–2015 | Aahat                   | Đạo diễn/Nhà sản xuất                                          |
| 2004-2006 | CID: Special Bureau     | Nhà sản xuất                                                   |
| 2002      | Achanak 37 Saal Baad    | Đạo diễn/Nhà sản xuất                                          |
| 2010-2014 | Gutur Gu                | Nhà sản xuất                                                   |
| 2011      | Surya The Super Cop     | Nhà sản xuất                                                   |
| 2012      | Adaalat                 | Tổng thanh tra Shamsher Singh Chitrole trong Đội đặc nhiệm CID |
| 2012-2017 | Hum Ne Li Hai - Shapath | Đạo diễn/Nhà sản xuất/Giám đốc sáng tạo                        |
| 2019-2020 | Divya Drishti           | Nhà sản xuất                                                   |

## Giải thưởng và đề cử
| Năm  | Giải thưởng                           | Hạng mục                                | Tác phẩm đề cử    | Kết quả   | Nguồn |
| ---- | ------------------------------------- | --------------------------------------- | ----------------- | --------- | ----- |
| 2004 | Giải thưởng Truyền hình Ấn Độ         | Đạo diễn phim truyền hình xuất sắc nhất | Đội đặc nhiệm CID | Đoạt giải |       |
| 2006 | Giải thưởng Truyền hình Ấn Độ         | Đạo diễn phim cuối tuần xuất sắc nhất   | Đội đặc nhiệm CID | Đoạt giải |       |
| 2015 | Giải thưởng Truyền hình Ấn Độ         | Đạo diễn phim cuối tuần xuất sắc nhất   | Đội đặc nhiệm CID | Đoạt giải |       |
| 2002 | Giải thưởng Hàn lâm Truyền hình Ấn Độ | Đạo diễn phim truyền hình xuất sắc nhất | Đội đặc nhiệm CID | Đoạt giải |       |
| 2004 | Giải thưởng Hàn lâm Truyền hình Ấn Độ | Đạo diễn phim truyền hình xuất sắc nhất | Đội đặc nhiệm CID | Đoạt giải |       |
| 2010 | Giải thưởng Hàn lâm Truyền hình Ấn Độ | Đạo diễn phim kinh dị xuất sắc nhất     | Đội đặc nhiệm CID | Đoạt giải |       |
| 2015 | Giải thưởng Hàn lâm Truyền hình Ấn Độ | Đạo diễn phim kinh dị xuất sắc nhất     | Đội đặc nhiệm CID | Đoạt giải |       |